# Gianni Vattimo
Gianni Vattimo (født 4. januar 1936 i Torino, død 19. september 2023 i Rivoli) var en italiensk filosof og politiker, der bl.a. identificerede religion og sekularisering med hinanden. F.eks. en Jesus i øjenhøjde, som ikke dikterer verden, men som i stedet siger, at meningen med verden er kærlighed. Vattimo var medlem af Europa-Parlamentet fra 1999 til 2004 og igen fra 2009 til 2014.
Vattimo døde efter længere tids sygdom på et hospital i Rivoli i september 2023 i en alder af 87 år.